# سحمر
سحمر (به عربی: سحمر) یک منطقهٔ مسکونی در لبنان است که در شهرستان بقاع غربی واقع شده‌است.